# Kraakut
Kraakut är öar i Finland. De ligger i Skärgårdshavet och i kommunen Gustavs i landskapet Egentliga Finland, i den sydvästra delen av landet. Öarna ligger omkring 49 kilometer väster om Åbo och omkring 200 kilometer väster om Helsingfors.
Arean för den av öarna koordinaterna pekar på är 1,8 hektar och dess största längd är 260 meter i sydväst-nordöstlig riktning. Närmaste större samhälle är Tövsala, 16,2 km nordost om Kraakut.

## Klimat
Inlandsklimat råder i trakten. Årsmedeltemperaturen i trakten är 6 °C. Den varmaste månaden är augusti, då medeltemperaturen är 18 °C, och den kallaste är februari, med −6 °C.